# Рів (оборонна споруда)

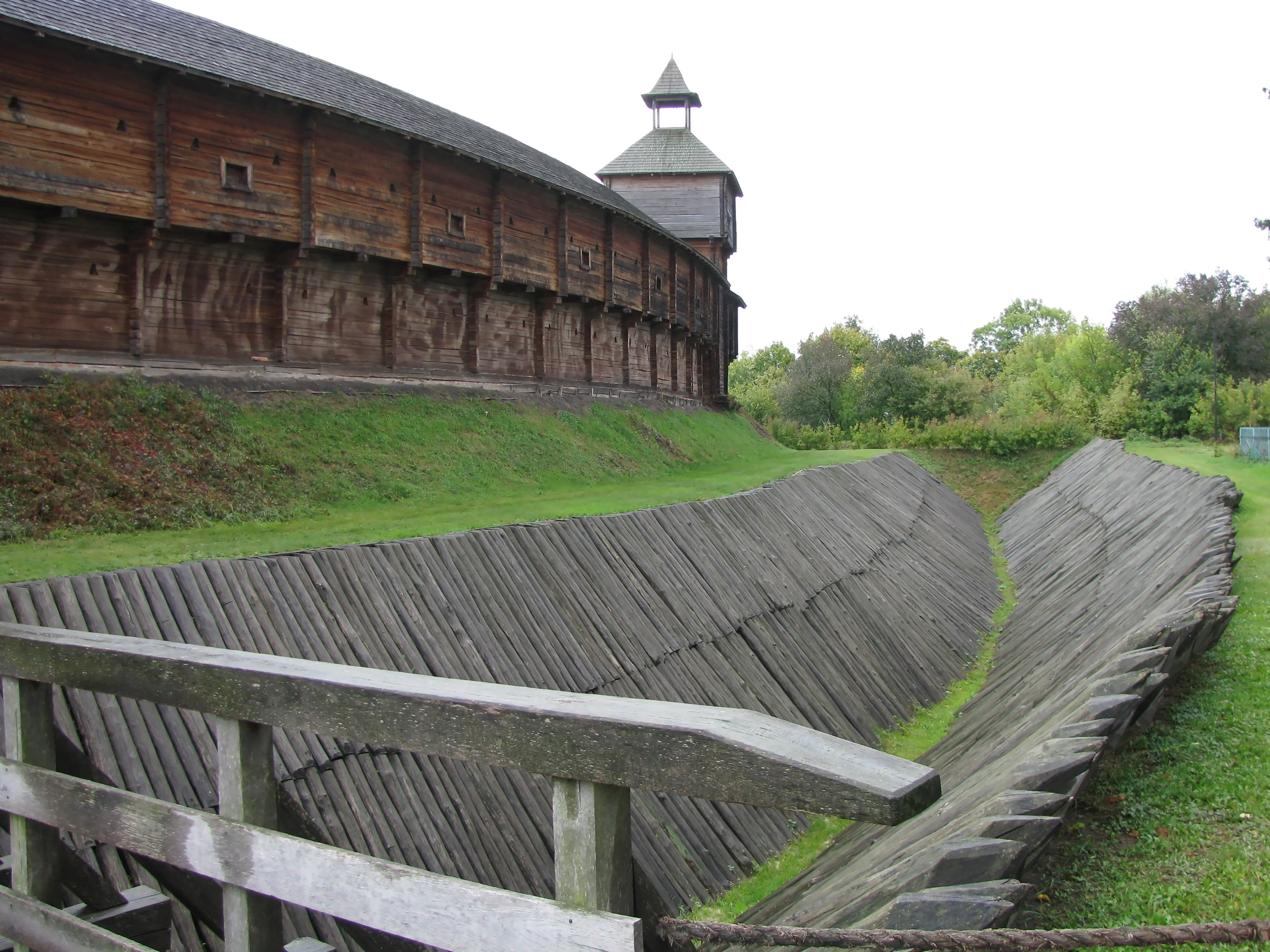
Рів Батуринської фортеці

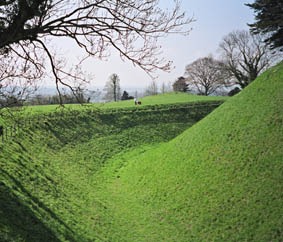
Сухий рів з валом поблизу міста Солсбері, Англія, будований ще за часів Залізної Доби.

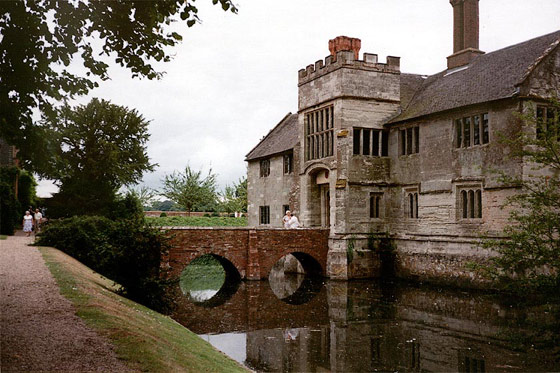
Оточений ровом з водою маєток у Ворикширі, Англія.

Рів — довга глибока канава, що має оборонне призначення. Здебільшого рови влаштовувались як перешкода перед валами або оборонним муром, чим значно збільшували обороноздатність і оточували замок чи місто, утворюючи первісну лінію оборони. При можливості рови наповнювали водою, іноді навіть перетворюючи їх на штучні озера; там де рів був сухий, він, завдяки своїй глибині, робив мур ще вищим для тих, хто атакував.

## Історія

### Стародавні часи
Довкола укріплень стародавнього Єгипту виявлено свідоцтва існування ровів. Один з таких прикладів — розкопки фортеці в Бухені, що в Нубії. Інші сліди стародавніх ровів збереглись у руїнах Вавилона.

### Європа

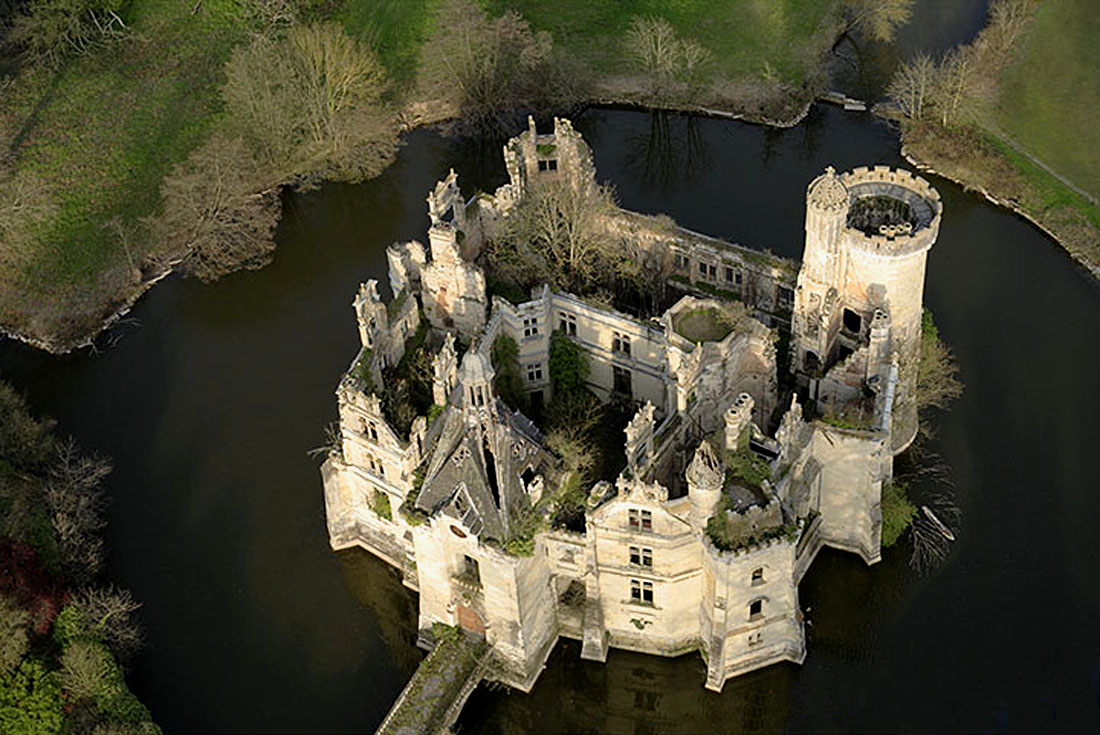
Замок Мот-Шанденьє Пуату, Франція.

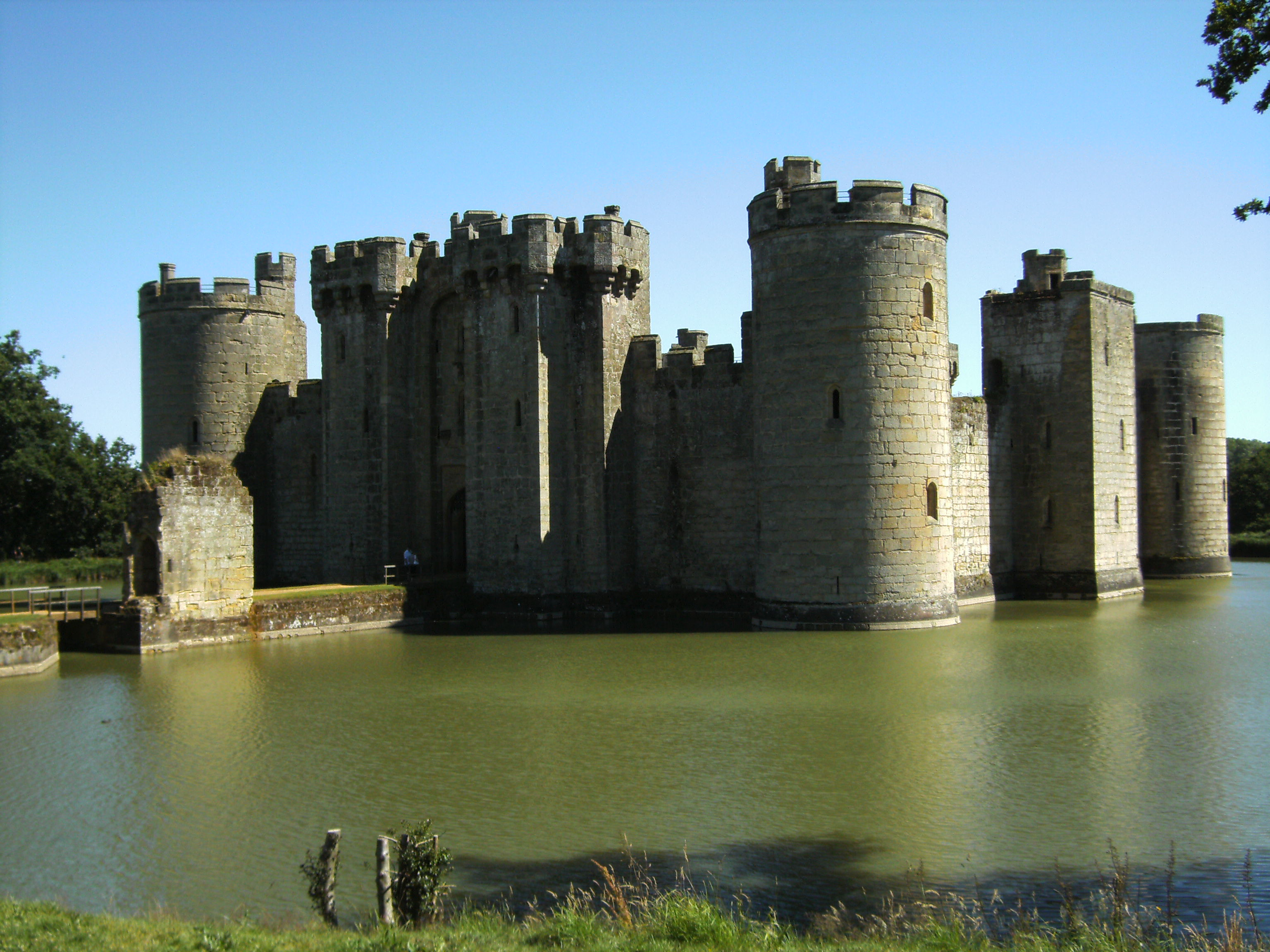
Замок Бодіам XIV ст. у Східнім Суссексі, Англія.

Інколи рови заповнювали водою, з'єднуючи їх з природними водоймищами — річками й озерами. Рів ускладнював приступ до муру важких облогових знарядь — облогових башт і таранів, адже застосування таких знарядь було ефективне лише коли їх наближали впритул до фортечного чи замкового муру. Заповнений водою рів робив дуже важким підкопування, тобто риття тунелів під муром, з тим щоб домогтися краху оборони. Там де це дозволяли природні умови, замки чи фортеці зводили на островах і півостровах озер і річок, отже природне водоймище поставало за фортифікаційний рів. Також утворювали одне або навіть декілька штучних озер навколо фортець, але іноді навпаки, створювали штучний острів посеред озер (наприклад, кранног — в Ірландії й Шотландії). Замки з ровами або оточені штучними озерами були поширені в Англії, Шотландії, Уельсі, також у Нідерландах, Німеччині, Австрії й Данії. Подекуди в воду рову зливали людські випорожнення (нечистоти), також у рові гнили трупи полеглих тварин і залишки харчових відходів. Все це мало викликати огиду в ворогів і втримати супротивника навіть від самої думки перепливти рів; але й це важко було зробити, бо зі дна рову стирчали загострені коли.
У післясередньовічний період фортеці, що були пристосовані вже до вогнепальної зброї артилерії, здебільшого мали сухий рів або канаву, і лише інколи включали водяні бар'єри в систему захисту від штурму, як, наприклад, бастіон в Оломоуці. Розроблені в XIX ст. полігональні форти спирались на сухі рови в забезпеченні ближньої оборони. Для додаткового посилення (а надалі — для відведення дощових і ґрунтових вод) посередині сухого рову прокладали вузьку канаву — кюнет (кювет).
З часом численні укріплені замки перетворилися на палаци або пишні резиденції, втративши своє первісне оборонне призначення. Рови та озера навколо них стали лише декоративним оздобленням.

### Азія
Японські замки часто мали складні системи ровів, інколи це було кілька ровів, викладених у концентричні кола навколо замку. Замки Японії були центральною частиною міст, отже замкові рови були їхніми важливими водними артеріями. Навіть у наші часи система ровів японського імператорського палацу є місцем досить активної діяльності міського життя — це прокат човнів, рибальські ставки й ресторани. Більшість сучасних японських замків мають рови з водою, але в середньовічну добу замки найчастіше мали сухі рови.
Замкові рови можна побачити у Забороненому Місті в Пекіні (Китай), у Токійськім Імператорськім палаці (Японія), у Веллорі в Індії, в Ангкор-Ват у Камбоджі і Чіанг Май у Таїланді.

## Фотогалерея

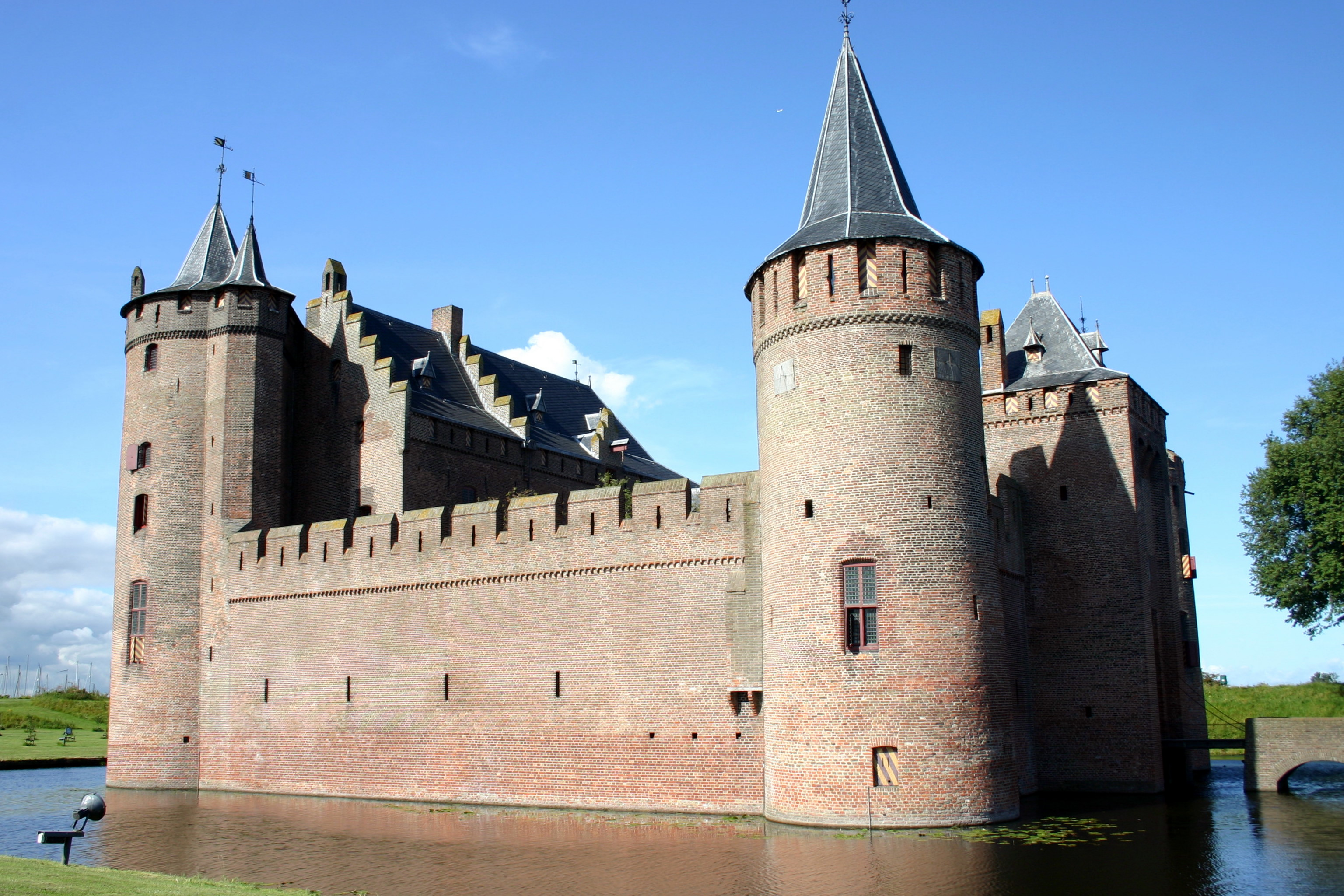
Мюйдерслот, Нідерланди
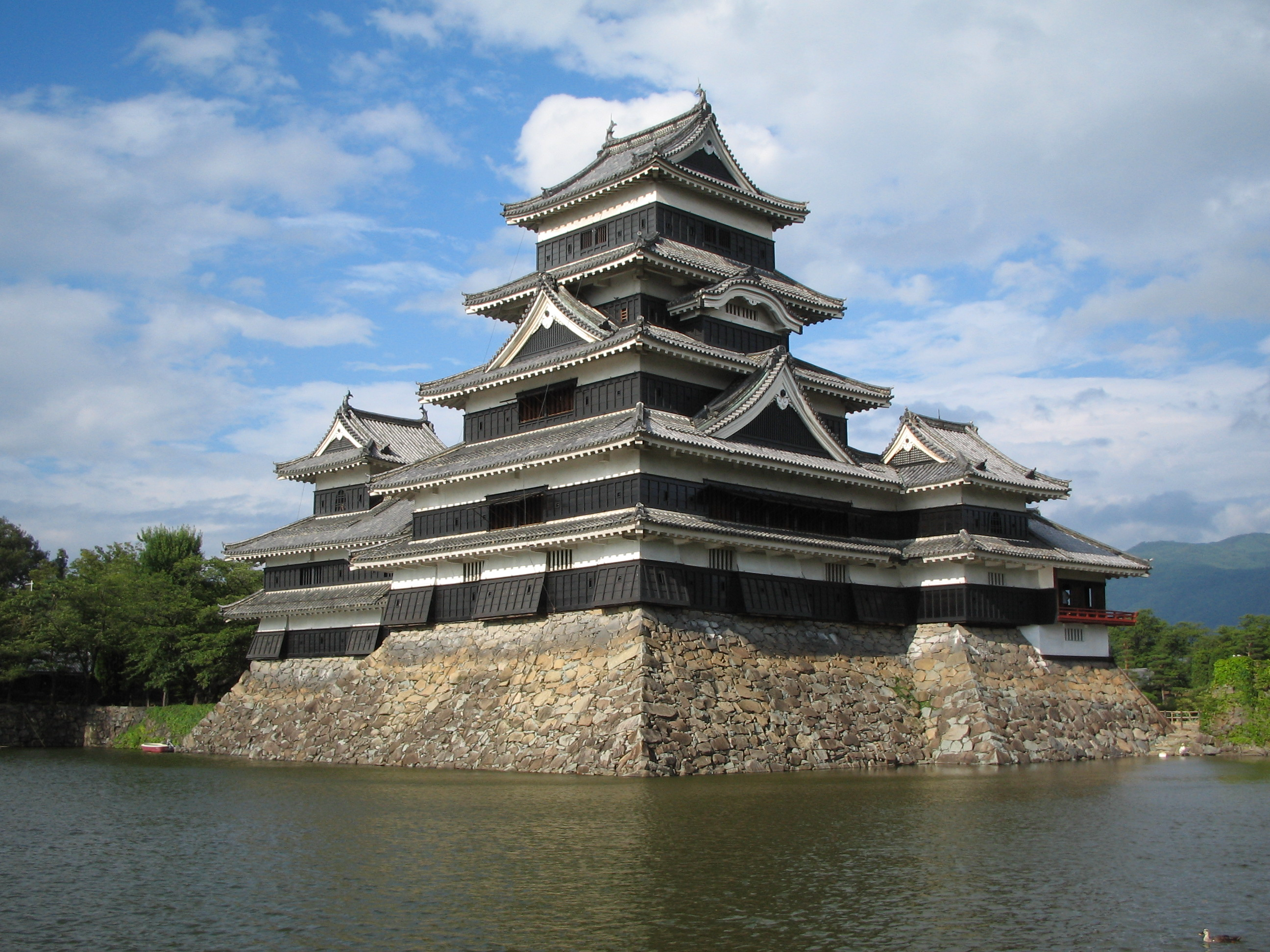
Замок Мацумото, префектура Наґано, Японія
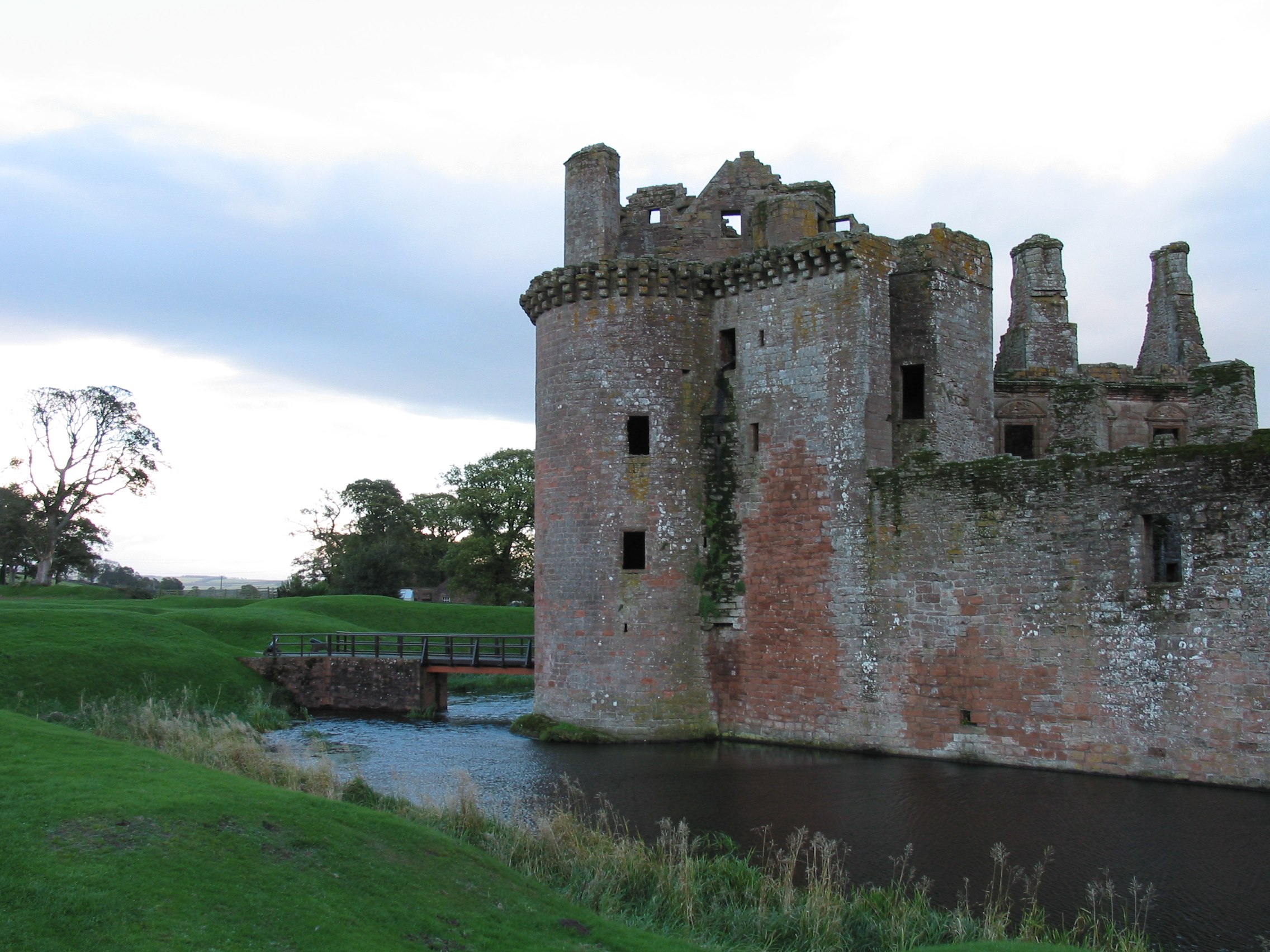
Керлаверок, замок XIII ст. на англо-шотландському кордоні
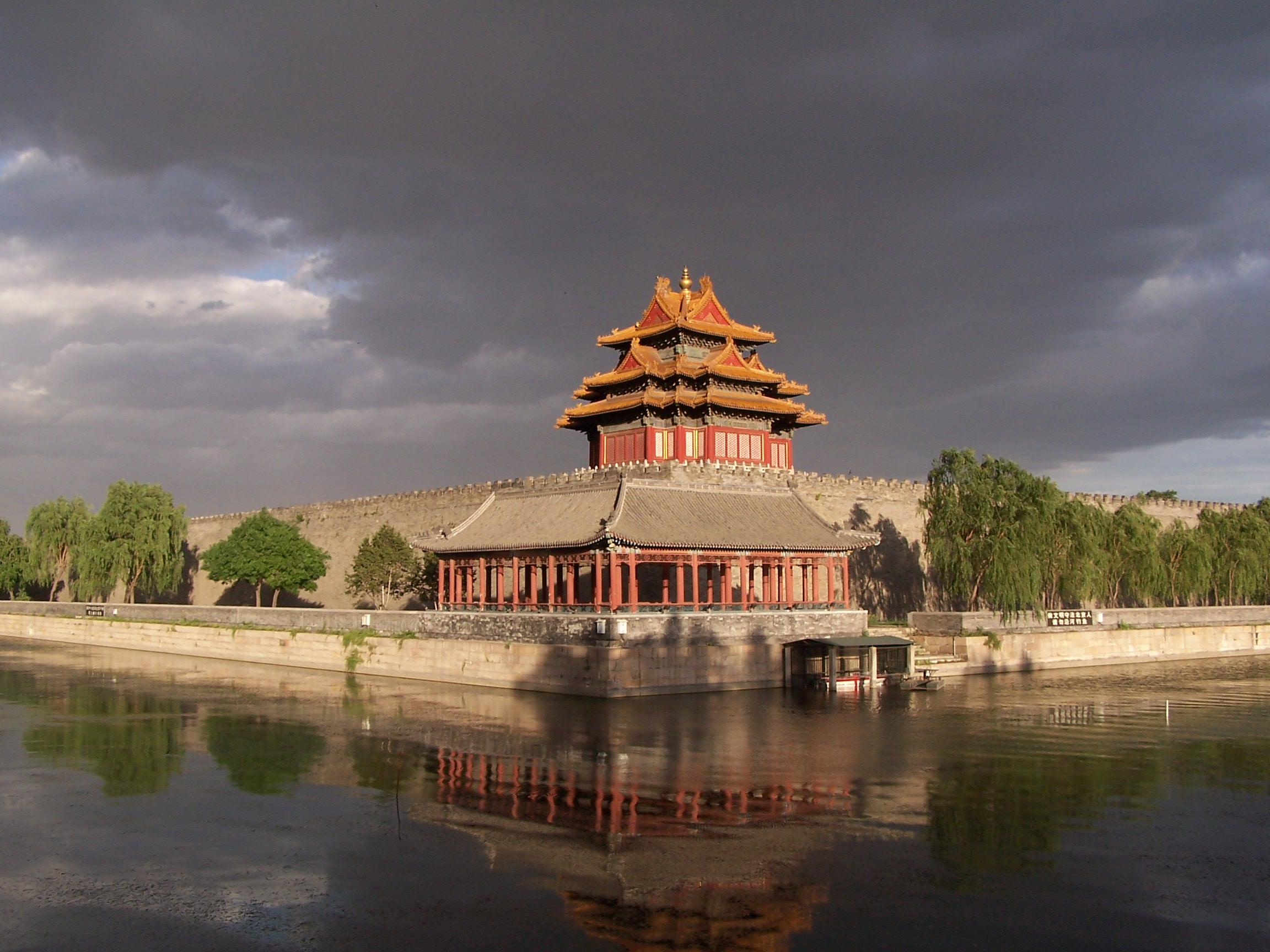
Заборонене місто, Пекін: північно-західний ріг
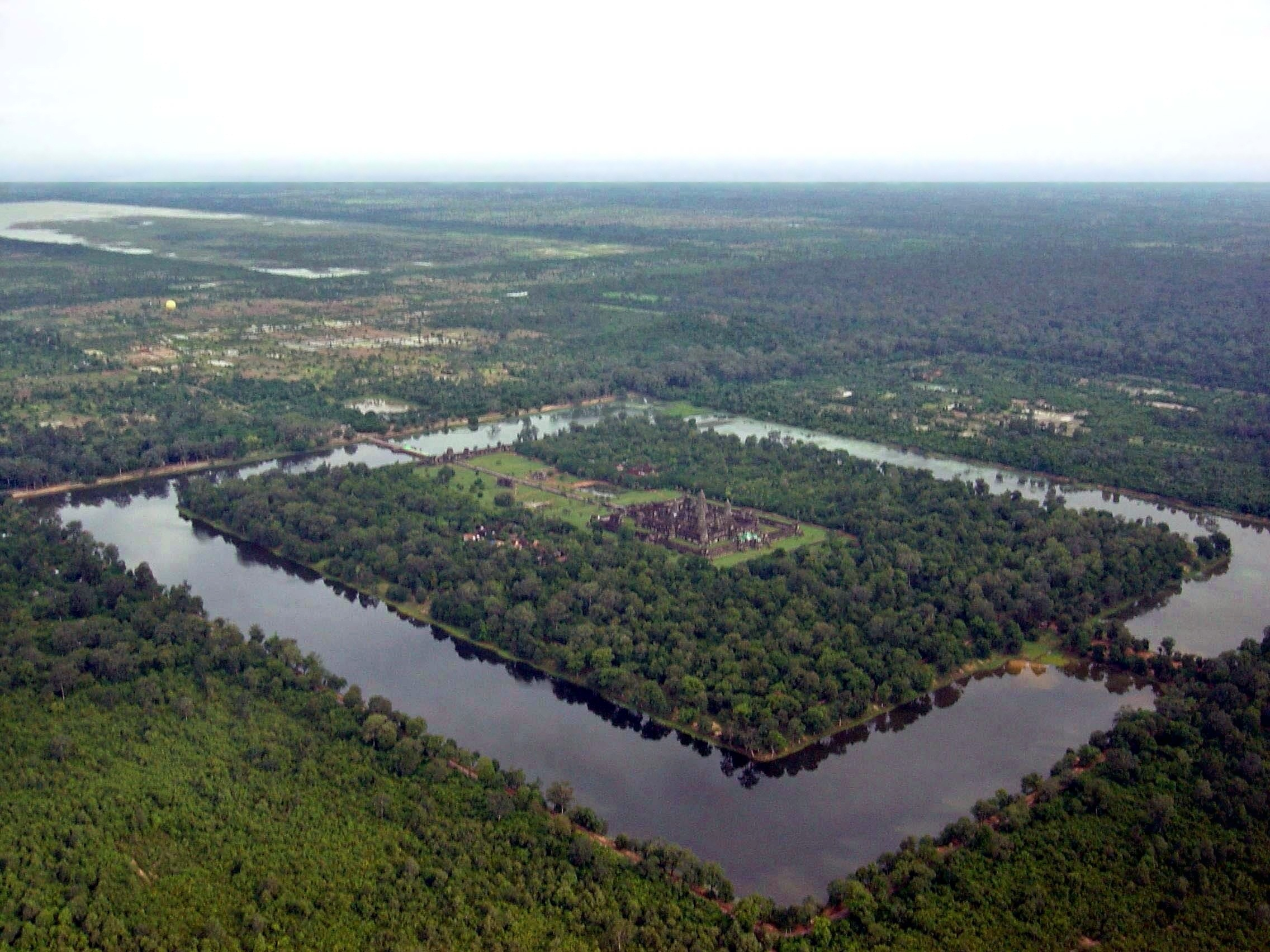
Ангкор-Ват, Камбоджа
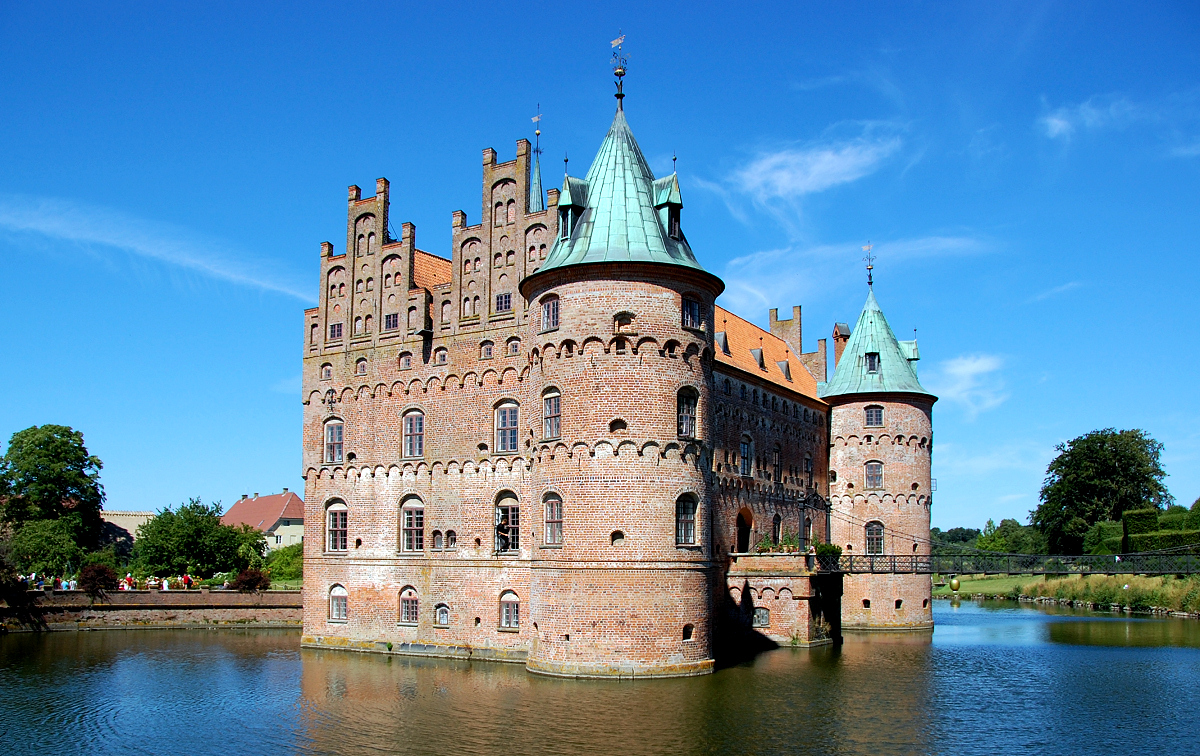
Замок Егесков, Данія
Рів і вал городища VI–III ст. до.н.е. поблизу села Сухоносівка (Полтавська область)
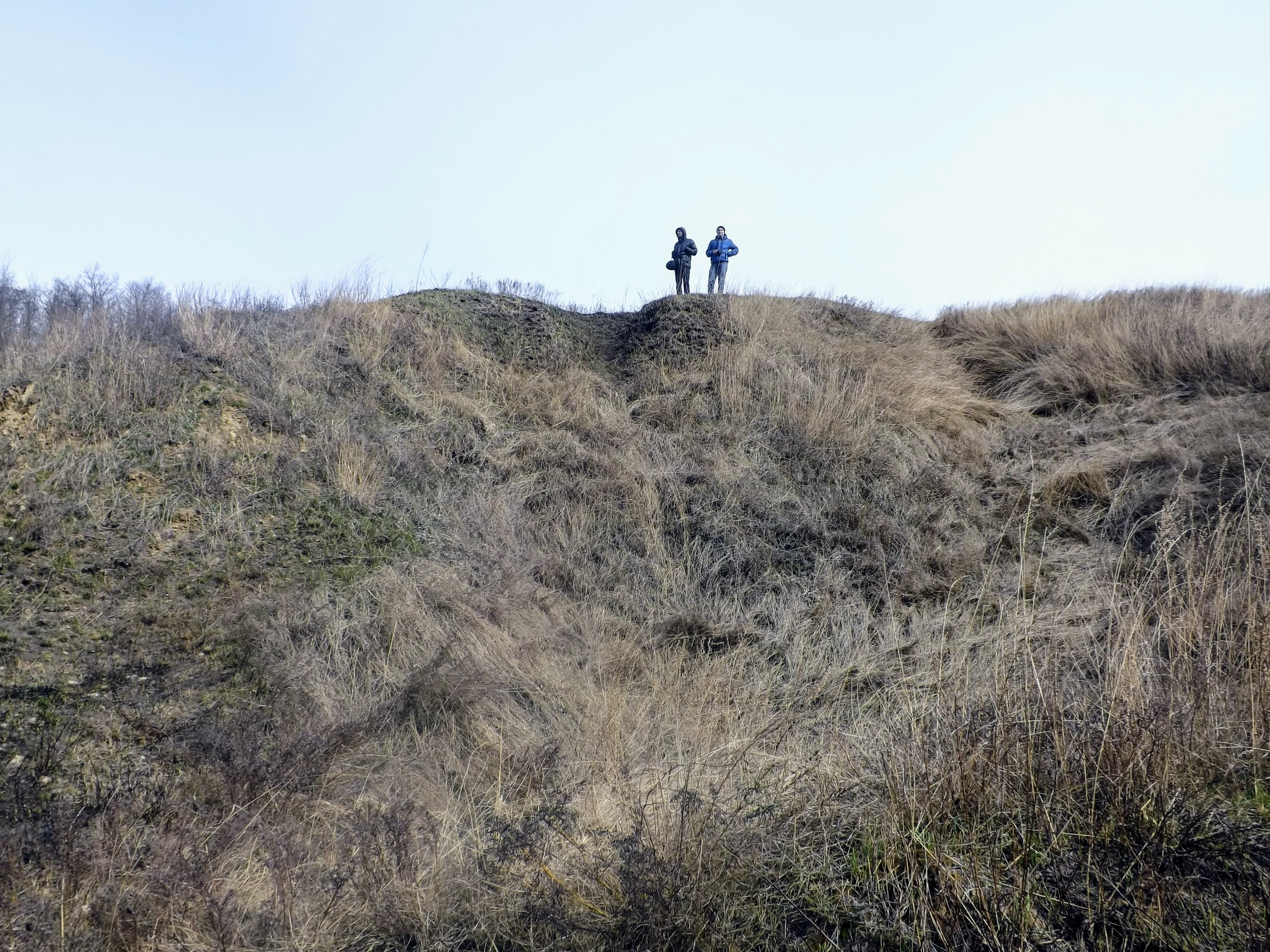
Вал і рів дитинця городища Х–ХІ ст. поблизу села Заріччя на Київщині
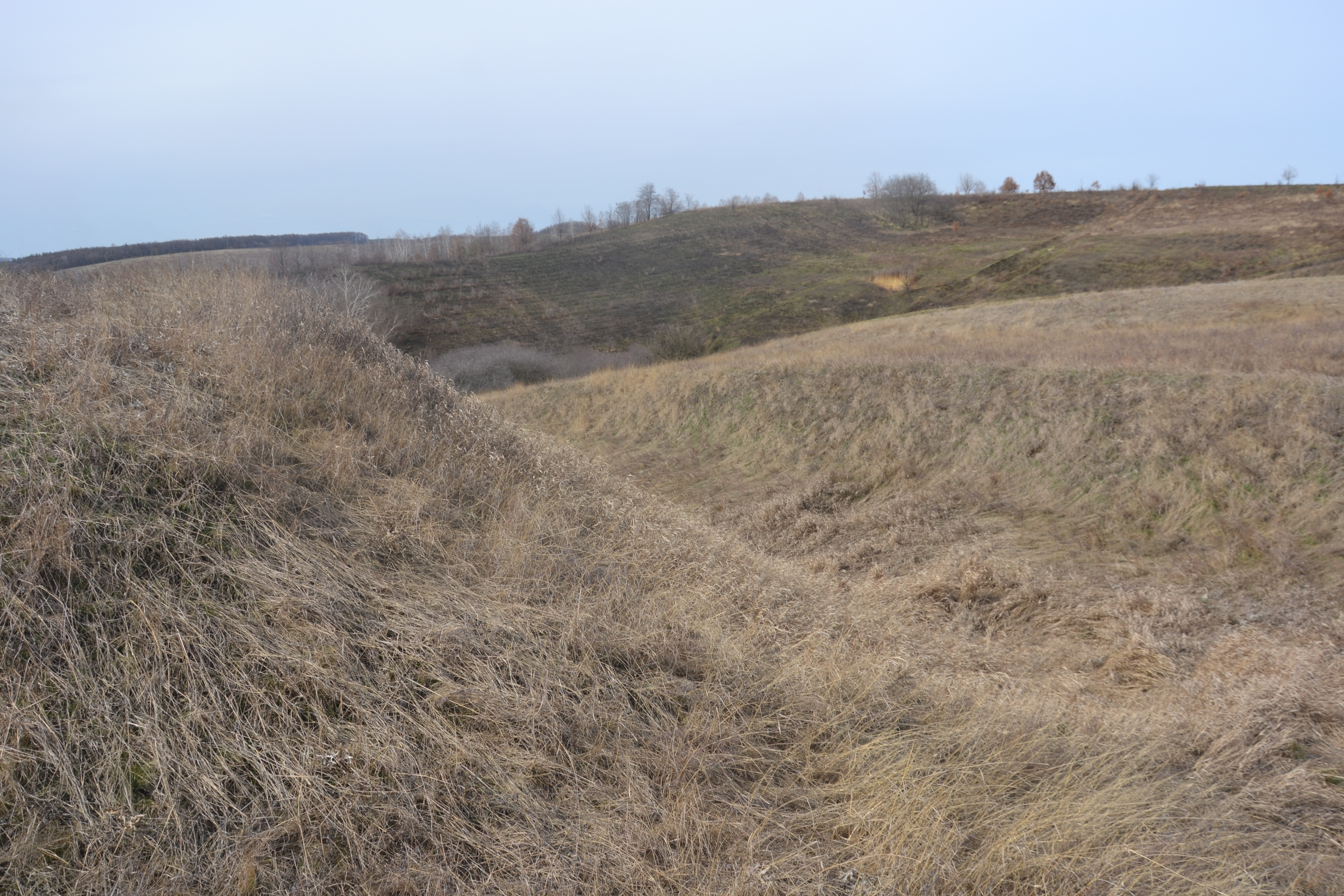
Рів і вал городища поблизу села Заріччя